# توت‌فرنگی بلایت
توت‌فرنگی بلایت (نام علمی: Blitum capitatum)، یک گیاه خوراکی یک‌ساله است که به نام‌های سلمک بلایت، سلمک توت‌فرنگی، اسفناج توت‌فرنگی، رنگ هندی و جوهر هندی نیز شناخته می‌شود.
بومی بیشتر آمریکای شمالی در سراسر ایالات متحده و کانادا، از جمله مناطق شمالی است. در اوهایو در معرض خطر انقراض در نظر گرفته می‌شود. همچنین در بخش‌هایی از اروپا و نیوزلند یافت می‌شود.
میوه‌ها کوچک، خمیری، قرمز روشن و خوراکی بوده و شبیه توت‌فرنگی هستند، اگرچه طعم آنها ملایم‌تر است. آب میوه به‌عنوان رنگ قرمز توسط بومیان آمریکای شمالی نیز استفاده می‌شد.
میوه‌ها حاوی بذرهای عدسی‌شکل کوچک و سیاه و سفید هستند که ۰.۷ تا ۱.۲ میلی‌متر طول دارند. برگ‌ها حاوی ویتامین‌های آ و ث هستند. آنها در جوانی و یا به‌عنوان سبزیجات برگی، خام خوراکی هستند.[2] اگر خام باشد باید در حد اعتدال مصرف شود زیرا حاوی اگزالات است. بذرها ممکن است در مقادیر زیاد سمی باشند.
توت‌فرنگی بلایت در دره‌های کوهستانی مرطوب یافت می‌شود.